# Віксбург (Мічиган)
Віксбург (англ. Vicksburg) — селище (англ. village) в США, в окрузі Каламазу штату Мічиган. Населення — 3706 осіб (2020).

## Географія
Віксбург розташований за координатами 42°7′23″ пн. ш. 85°32′17″ зх. д. / 42.12306° пн. ш. 85.53806° зх. д. (42.123160, -85.537994).  За даними Бюро перепису населення США в 2010 році селище мало площу 8,17 км², з яких 7,80 км² — суходіл та 0,36 км² — водойми.

## Демографія
Згідно з переписом 2010 року, у селищі мешкало 2906 осіб у 1120 домогосподарствах у складі 773 родин. Густота населення становила 356 осіб/км².  Було 1233 помешкання (151/км²).
Расовий склад населення:
| - 95,9 % — білих - 0,6 % — чорних або афроамериканців - 0,6 % — азіатів - 0,3 % — корінних американців |

До двох чи більше рас належало 2,1 %. Частка іспаномовних становила 3,2 % від усіх жителів.
За віковим діапазоном населення розподілялося таким чином: 28,4 % — особи молодші 18 років, 60,3 % — особи у віці 18—64 років, 11,3 % — особи у віці 65 років та старші. Медіана віку мешканця становила 33,0 року. На 100 осіб жіночої статі у селищі припадало 97,3 чоловіків;  на 100 жінок у віці від 18 років та старших — 92,2 чоловіків також старших 18 років.
Середній дохід на одне домашнє господарство  становив 87 984 долари США (медіана — 55 949), а середній дохід на одну сім'ю — 108 918 доларів (медіана — 56 051). Медіана доходів становила 49 769 доларів для чоловіків та 40 278 доларів для жінок. За межею бідності перебувало 17,1 % осіб, у тому числі 22,8 % дітей у віці до 18 років та 10,8 % осіб у віці 65 років та старших.
Цивільне працевлаштоване населення становило 1375 осіб. Основні галузі зайнятості: виробництво — 24,1 %, освіта, охорона здоров'я та соціальна допомога — 23,2 %, роздрібна торгівля — 12,6 %, мистецтво, розваги та відпочинок — 8,9 %.